# Józef Aleksander Miniszewski

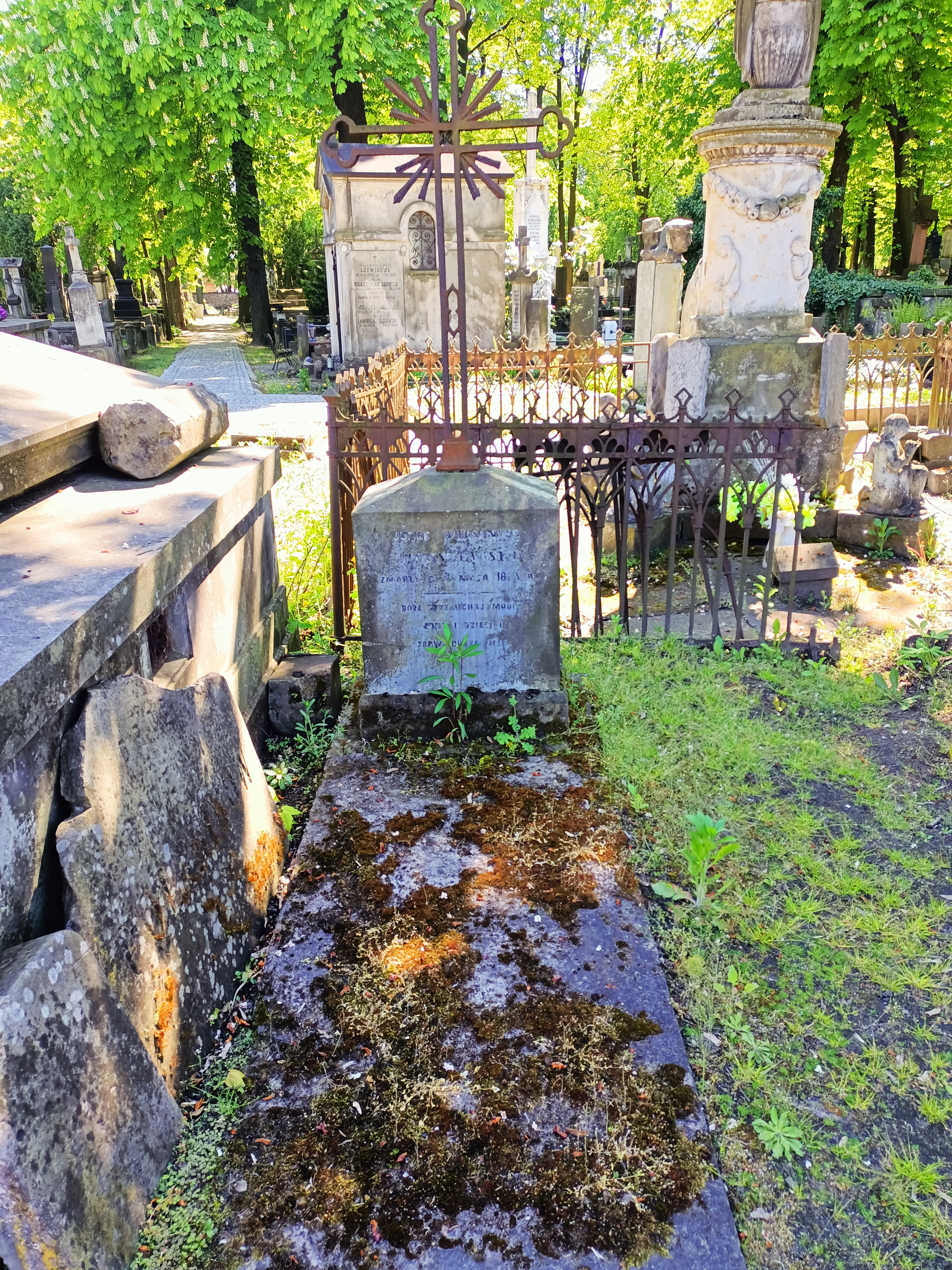
Grób Józefa Miniszewskiego na Cmentarzu Powązkowskim

Józef Aleksander Miniszewski herbu Topór (ur. 19 marca 1821 w Orchowie, zm. 2 maja 1863 w Warszawie) – publicysta i powieściopisarz, zasztyletowany w czasie powstania styczniowego przez sztyletników.
W latach 1861–1863, na łamach prasy służył piórem programowi reform margrabiego Aleksandra Wielopolskiego. 

## Rodzina
Pochodził z rodziny szlacheckiej, ojciec Józef Aleksander Miniszewski, matka Marianna de domo Zygler herbu Zagłoba. W roku 1859 poślubił w kościele św. Andrzeja w Warszawie Zofię Paulinę Bobrowską herbu Bóbr. W 1860 roku przyszła na świat córka Zofia Maria Miniszewska.

## Okoliczności śmierci
Jarosław Szarek, za Jerzym Łojkiem uważa, że Miniszewski w czasie powstania styczniowego, za służbę Moskwie i donosy, które przekazał policji uznany za zdrajcę, z wyroku władz powstańczych został zasztyletowany. Jednak wpływowy członek powstańczego Rządu Narodowego Agaton Giller, w swoim apologetycznym dziele „Historia powstania narodu polskiego” wyklucza udział Rządu Narodowego w zleceniu tego zabójstwa. Prof. Stefan Kieniewicz  w biogramie Miniszewskiego w Polskim Słowniku Biograficznym przypuszcza, że za zasztyletowanie Miniszewskiego odpowiedzialni byli niżsi funkcjonariusze struktur konspiracyjnych.
Został pochowany na cmentarzu Powązkowskim (kwatera 23 wprost-1-11).

## Dzieła
- Grzechy powszednie, 1850
- Listy Cześnikiewicza do Marszałka, 1858
- Galeria obrazów szlacheckich, 1860
- Rzut oka na rozwój polityczny i społeczny w Królestwie Polskiem od roku 1831 do naszych czasów., Lipsk, 1863
- Ciernie kwitnące, wyd. 1865